# Прыщевка
Прыщевка — хутор в Среднеахтубинском районе Волгоградской области России. Входит в состав Клетского сельского поселения.

## География
Географическое положение
Расстояние до:
районного центра Средняя Ахтуба: 19 км.
областного центра Волгоград: 18 км.
Ближайшие населённые пункты
Клетский 1 км, Водстроевец 1 км, Щучий 2 км, Пламенка 4 км, Тумак 4 км, Кривуша 6 км, Ямы 7 км, Зайчики 7 км, Городской округ Волгоград, Лещев 7 км, Городской округ Волгоград, Великий Октябрь 8 км, Вязовка 8 км, Закутский 8 км, Песчаная Третья 8 км, Городской округ Волгоград, Песчаная Вторая 8 км, Городской округ Волгоград, Новостройка 8 км, Городской округ Волгоград, Невидимка 9 км, Сахарный 10 км, Дубрава 10 км, Репино 10 км, Красный 10 км, Барбаши 10 км, 

### Улицы
| - ул. Дачная - ул. Зеленая - ул. Луговая - ул. Набережная - ул. Озерная | - ул. Приканальная - ул. Садовая - ул. Солнечная - ул. Тепличная - ул. Центральная |

## Население
| 2010 |
| ---- |
| 165  |